# Tarabuco (plaats)

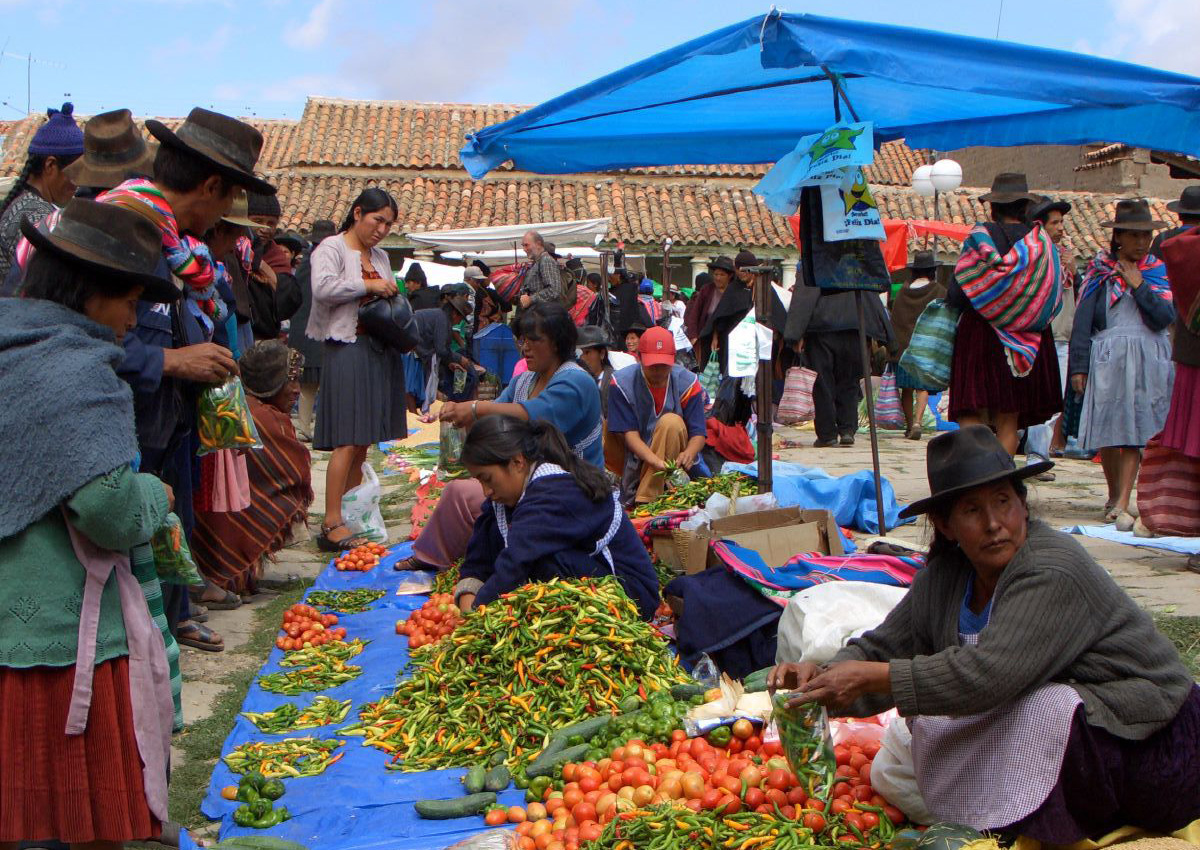
Tarabuco

Tarabuco is de hoofdstad van de provincie Yamparáez in het departement Chuquisaca in Bolivia.